# Ladoffa miara
Ladoffa miara är en insektsart som beskrevs av Young 1977. Ladoffa miara ingår i släktet Ladoffa och familjen dvärgstritar. Inga underarter finns listade i Catalogue of Life.